# Barañáin
Barañain là một đô thị trong tỉnh và cộng đồng tự trị Navarre, Tây Ban Nha. Đô thị này có diện tích là 1,39 ki-lô-mét vuông, dân số năm 2007 là 21.844 người.
Đô thị này nằm ở độ cao 434 m trên mực nước biển, cách tỉnh lỵ 5 km.

## Hành chính
Dưới đây là các thị trưởng của Baranain qua từng giai đoạn (trong ngoặc đơn là đảng phái):
- 2007/2011: Florencio Luqui (Na-Bai)
- 2003/2007: Josu Senosiain (PSN-PSOE)
- 1999/2003: Joaquín Olloqui (CIB)
- 1994/1999: Juan Felipe Calderón (UPN-PP)
- 1987/1994: Gregorio Clavero (PSN-PSOE)

## Biến động dân số
| Biến động dân số                                       | Biến động dân số | Biến động dân số | Biến động dân số | Biến động dân số | Biến động dân số | Biến động dân số | Biến động dân số | Biến động dân số | Biến động dân số | Biến động dân số |
| 1996                                                   | 1998             | 1999             | 2000             | 2001             | 2002             | 2003             | 2004             | 2005             | 2006             | 2007             |
| ------------------------------------------------------ | ---------------- | ---------------- | ---------------- | ---------------- | ---------------- | ---------------- | ---------------- | ---------------- | ---------------- | ---------------- |
| 18 936                                                 | 20 182           | 20 541           | 20 871           | 21 492           | 22 017           | 21 540           | 22 071           | 22 295           | 22 401           | 21 844           |
| Nguồn: Barañáin et instituto de estadística de navarra |                  |                  |                  |                  |                  |                  |                  |                  |                  |                  |